# Master of Puppets
[[Plik:|thumb|240px|]]

Master of Puppets – trzeci album studyjny amerykańskiego zespołu thrashmetalowego Metallica. Został wydany 3 marca 1986 roku przez wytwórnię Elektra Records.
Jest to pierwsza płyta grupy nagrana dla wytwórni Elektra. W przeciwieństwie do poprzedniej wytwórni, Megaforce Records, teraz zespół nie miał ustalonej daty wydania albumu z czego – jak uważają członkowie grupy – Metallica skorzystała.
Album osiągnął również inny sukces trafiając na 29. miejsce krajowego zestawienia najlepiej sprzedających się albumów w USA i zdobywając już 4 listopada 1986 złotą płytę w tym samym kraju. Łącznie sprzedano ponad milion egzemplarzy wydawnictwa. W roku 2016 album został dodany do listy National Recording Registry – prowadzonego przez Bibliotekę Kongresu Stanów Zjednoczonych wykazu dzieł istotnych ze względów kulturowych, historycznych, czy estetycznych.
Nagrania w Polsce uzyskały status platynowej płyty.
Zarazem jest to ostatni album nagrany z basistą Cliffem Burtonem, który zginął w wypadku drogowym niedaleko Ljungby w Szwecji – nad ranem 27 września 1986 roku, wypadł przez okno, a następnie został przygnieciony przez autobus, którym grupa poruszała się w trakcie trasy promującej Master of Puppets.
Tytułowy utwór grany był przez Josepha Quinna w 4 sezonie serialu Netflixa „Stranger Things”, którego premiera odbyła się w 2022 roku, co spowodowało znaczny wzrost zainteresowania tym utworem.

## Komponowanie
Latem 1985 Metallica rozpoczęła tworzenie utworów na album. Członkowie zespołu nagrywali swoje pomysły, a potem – jak opowiada gitarzysta prowadzący Kirk Hammett – „słuchaliśmy tych kaset i wybieraliśmy riffy, które naszym zdaniem były na tyle dobre, aby można było z nich zbudować utwór”. Perkusista grupy, Lars Ulrich, miał również udział w tworzeniu riffów; nucił gitarzyście rytmicznemu Jamesowi Hetfieldowi wymyśloną melodię, którą on zamieniał potem na riff.
Również podczas lata 1985, Metallica koncertowała od czasu do czasu. W sierpniu zagrała dwa koncerty przed jednymi z liczniejszych widowni w swojej historii. Pierwszym był występ na festiwalu Monsters of Rock w Donington w Anglii, 17 sierpnia 1985, przed publicznością liczącą ponad 70 tysięcy ludzi, która nie przyjęła zespołu pozytywnie. Wynikało to z tego, że tego dnia razem z Metalliką występowały też m.in. zespoły Bon Jovi i Ratt, grające muzykę pop-metalową, której Metallica nie gra, co tak określił publice James Hetfield:

Jeśli przyszliście tutaj by zobaczyć spandex, pomalowane oczy, i słowa „rock & roll, kochanie” w każdej pieprzonej piosence, to nie jest ten pieprzony zespół.

Te słowa były odpowiedzią na obrzucanie zespołu różnorodnymi rzeczami. Jak wspomina Hetfield wśród nich „były głównie taśmy demo, kwiaty, ulotki, bielizny, staniki, i inne gówna, które tu przyleciały”. Wśród różnorodności była jeszcze jedna „rzecz”:

Podczas pierwszego występu w Donington, jakiś gość przyniósł ze sobą… chyba całą pieprzoną świnię, którą pociął na kawałki podczas koncertu i rzucił je na scenę. Patrzę – tam jest jedna łopatka, nogi są tam, i w końcu wyskoczyła głowa – pomyślałem sobie: „o cholera, facet!” Po zakończeniu koncertu, zebraliśmy wszystkie kawałki ze sceny – zgłodniałem.

Dzięki temu koncertowi Metallice zwiększyła się popularność oraz podwoiła sprzedaż płyt w Anglii. Drugi występ zespołu przed liczną widownią miał miejsce 31 sierpnia 1985 na festiwalu Day on the Green odbywającym się w Oakland w USA. Metallica występowała na nim m.in. razem ze Scorpionsami i ponownie z Ratt. Widownia licząca ponad 60 tysięcy ludzi przyjęła zespół pozytywnie. Tak Cliff Burton wspomina koncert:

Publika była naprawdę cholernie dobra – naprawdę duża. Byłem naprawdę cholernie pijany. Domyślam się, że zagraliśmy w porządku. To jest cholernie trudne do powiedzenia, gdy jesteś na scenie. Naprawdę nie wiesz, co się dzieje, po prostu to robisz i później odkrywasz co się działo.

Po występie pijani członkowie zespołu zdemolowali swoją garderobę:

Ja i kilku moich kumpli byliśmy tak strasznie pijani, że rzucaliśmy owocami dookoła. Rzuciliśmy owoc, który rozprysł się na kratownicy, otworze prowadzącym do następnej przyczepy, więc owoc mógł rozpryskać się na każdym, kto akurat tam był. Więc rzucaliśmy tymi wszystkimi rzeczami, aż po awokado, które było wszystkim co nam zostało z miski z owocami. Nie wiedzieć czemu, awokado nie chciało się zmieścić. Więc wzięliśmy kij baseballowy i rozwaliliśmy otwór. Potem wrzuciliśmy tam meble. Cała przyczepa została zdemolowana, gruntownie.

Występ był transmitowany w telewizji i wykonanie z niego utworu „For Whom the Bell Tolls” jest zawarte w filmie Metalliki, Cliff ’Em All!, z 1987.

## Nagrywanie
Dzień po występie grupy na festiwalu Day on the Green, 1 września 1985, Lars Ulrich rozpoczął razem z Flemmingiem Rasmussenem nagrywanie ścieżek perkusji na nowy album Metalliki – Master of Puppets. Reszta zespołu dołączyła kilka dni później. Tak jak w przypadku poprzedniego albumu, Ride the Lightning, sesja nagraniowa miała miejsce w studiach nagraniowych Sweet Silence Studios w Kopenhadze w Danii. Za produkcję albumu odpowiedzialna była Metallica i wspomniany już Rasmussen. Ledwie dwa tygodnie po rozpoczęciu sesji nagraniowej, 14 września 1985, Metallica już zaprezentowała publiczności nowy utwór – „Disposable Heroes” – na festiwalu zorganizowanym w RFN przez magazyn „Metal Hammer”.
W przeciwieństwie do swoich pierwszych dwóch albumów wydanych przez wytwórnię Megaforce Records, Metallica nie miała już z góry ustalonej przez wytwórnię Elektra Records daty premiery swojego trzeciego (jak i następnych) albumu, z czego postanowiła skorzystać przy nagrywaniu:

Przy nagrywaniu tego albumu po raz pierwszy byliśmy w sytuacji komfortowej. W poprzednich wyznaczano ostateczną datę wydania ze względu na ograniczenia finansowe. Myślę, że wykorzystaliśmy tę okazję. Nie śpieszyliśmy się i robiliśmy wszystko, żeby wyszło naprawdę dobrze. Często jest tak, szczególnie przy pierwszej płycie, że zespół wchodzi do studia, znajduje właściwe brzmienie gitary czy perkusji i w błyskawicznym tempie nagrywa całość. Ale Master of Puppets jest płytą różnorodną i dopracowaną w szczegółach, co zresztą słychać. Czasami zdarzało się, że cały dzień albo nawet dwa schodziły nam na samym wyszukaniu brzmienia gitary do konkretnego fragmentu jednego kawałka.

Tematyka utworów na albumie dotyczy m.in. manipulacji:

W „Welcome Home (Sanitarium)” bohaterem jest ktoś kto żyje, jak mu się podoba, i robi nieraz zwariowane rzeczy. Inni mówią: „To nie w porządku, co ty wyprawiasz”. I odsyłają go do „sanatorium”. A tam nikogo już nie obchodzi, co z nim będzie. Aplikuje się pacjentowi jakieś leki, wpycha się w kaftan bezpieczeństwa a koniec jest najczęściej tragiczny. Do napisania tej piosenki zainspirował nas film Lot nad kukułczym gniazdem. „Orion” zaś to imię zuchwałego i niezwykle silnego myśliwego w mitologii greckiej, który prawdopodobnie zginął z ręki Artemidy – bogini nagłej śmierci. Jest to także nazwa jednego z gwiazdozbiorów. Wydaje się, że nie przypadkiem tak właśnie zatytułowany jest przedostatni utwór na płycie. Podzielony na kilka części, z łagodnym kosmicznym wstępem, a zakończony groźnym i ciężkim uderzeniem rozgniewanych bogów.

## Przyjęcie albumu

Oprawa graficzna płyty jako graffiti w Londynie (2017)

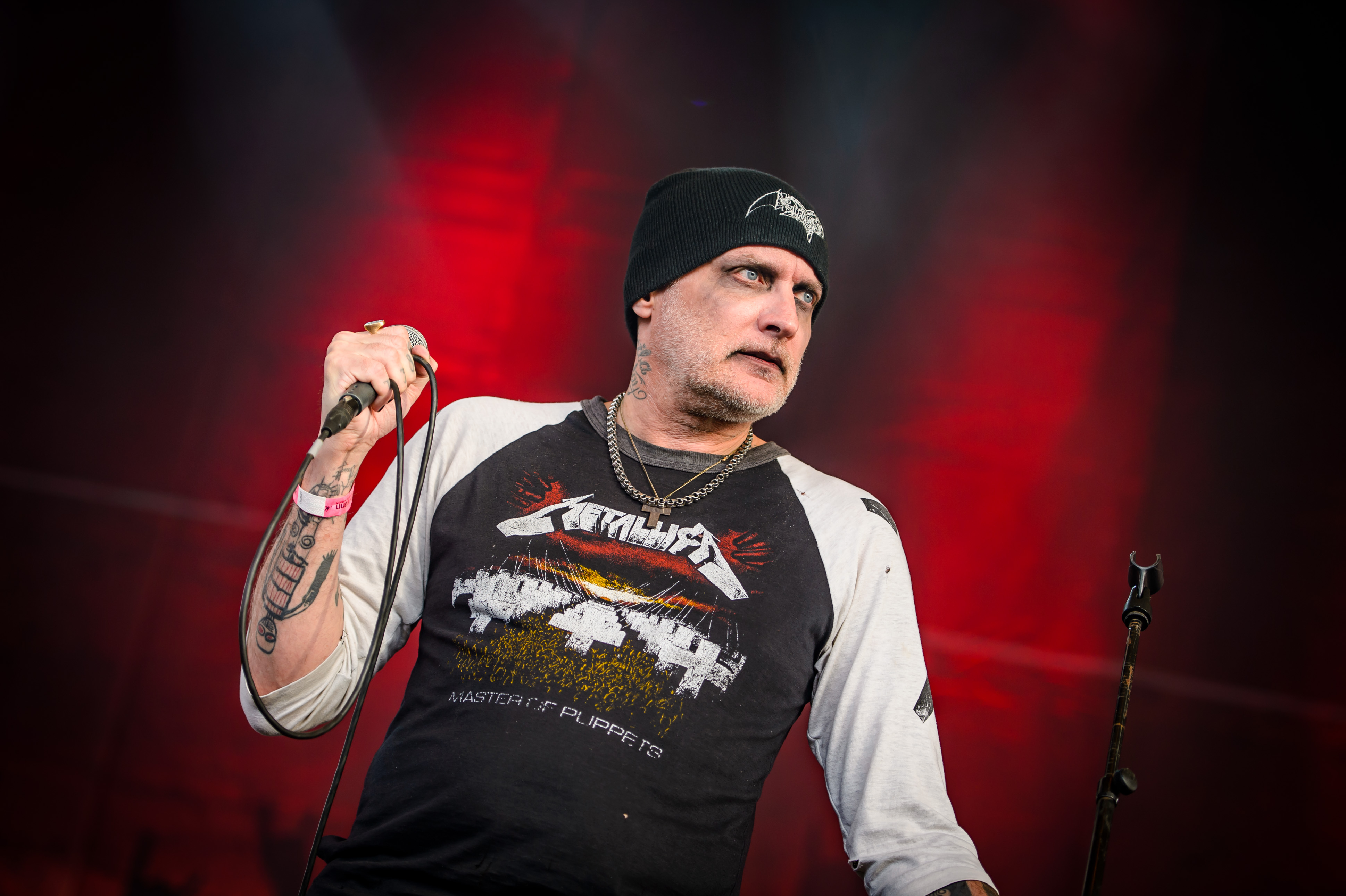
Johan Edlund podczas koncertu grupy Tiamat w 2018 w koszulce promującej Master of Puppets

Master of Puppets został wydany 3 marca 1986 przez wytwórnię Elektra i osiągnął 29. pozycję na krajowym zestawieniu w Stanach Zjednoczonych. Trafienie albumu do pierwszej 30. w USA było zaskoczeniem dla wielu osób ponieważ popularność Metalliki była oparta na graniu koncertów. Zespół miał dotychczas wydane jedynie trzy mało popularne single i żadnego teledysku, a Master of Puppets nie był dodatkowo promowany przez żaden singel. Jakby tego było mało, 4 listopada 1986 albumowi (jako pierwszemu Metalliki) została przyznana złota płyta w USA za sprzedanie 500 tysięcy kopii w tym kraju, a z dniem 9 czerwca 2003 płyta została sprzedana już w 6 milionach kopii.
Określany przez niektórych krytyków jako najlepszy album heavymetalowy kiedykolwiek nagrany, Master of Puppets jest uważany za wielką i przełomową płytę Metalliki. Krytycy zgodnie porównują album do poprzedniego wydawnictwa pt. Ride the Lightning począwszy od bliskoznacznego rozmieszczenia utworów, poprzez zwrócenie uwagi na mniejszy postęp jaki przyniósł Master of Puppets w porównaniu z postępem jaki przyniósł Ride the Lightning po albumie Kill ’Em All, aż do samej muzyki, która ich zdaniem wydaje się „bardziej Metallikowa” i bardziej spójna.
Serwisy IGN i Metal-Rules.com sklasyfikowały album na 1. pozycjach swoich zestawień na – odpowiednio – 25 Najlepszych Albumów Metalowych i 100 Najlepszych Albumów Heavymetalowych. Magazyn „Time” uplasował Master of Puppets wśród 100 Albumów Wszech Czasów – listy zestawiającej najlepsze i najbardziej wpływowe płyty wszech czasów. Magazyn „Rolling Stone” sklasyfikował album na 167. pozycji zestawienia na 500 albumów wszech czasów. Robert Dimery umieścił album w swojej książce 1001 albumów muzycznych. Historia muzyki rozrywkowej.

## Trasa koncertowa
27 marca 1986 rozpoczyna się trasa koncertowa zespołu Damage, Inc. Tour podzielona na dwie części. Pierwsza była część amerykańska w której Metallica grała jako support dla grupy Ozzy’ego Osbourne’a. Trasa zakończyła się 3 sierpnia 1986, a Osbourne tak zapamiętał zespół:

Pamiętam Metallikę, która otwierała trasę dla mnie wiele dobrych lat temu. Zwykłem mijać ich autokar przed występami i słyszeć ich grających stare utwory Black Sabbath, więc pomyślałem, że robią sobie ze mnie żarty. I oni nie chcieli ze mną rozmawiać i zawsze trzymali swój dystans, więc pomyślałem, że to jest naprawdę dziwne. Spytałem ich menedżera koncertowego o to i powiedziałem: „Czy to ich sposób na żartowanie?”, a on powiedział: „Nie, oni uważają, że jesteście… bogami.”

10 września 1986 nastąpił początek drugiej części trasy koncertowej. Odbyła się ona w Europie, ale została przerwana 27 września 1986. W czasie podróży ze Sztokholmu w Szwecji do Kopenhagi w Danii nad ranem w okolicach szwedzkiego miasta Ljungby autokar zespołu wpadł w poślizg i zaczął koziołkować. Podczas wypadku Cliff Burton wypadł przez okno autobusu po czym został przez niego przygnieciony. Burton zginął na miejscu. Reszta pasażerów włącznie z trzema pozostałymi członkami grupy przeżyła wypadek, ale istnienie zespołu stanęło pod znakiem zapytania. Matka Burtona przekonała zespół do dalszej gry i pod koniec października grupa rozpoczęła poszukiwania nowego basity. Po przesłuchaniu ponad 40 muzyków, 28 października 1986 nowym basistą Metalliki został Jason Newsted. 8 stycznia 1987 wznowiona została trasa Damage, Inc. Tour; 10 i 11 lutego grupa zagrała po raz pierwszy dwa koncerty w Polsce w katowickim Spodku; dwa dni później zespół zakończył trasę w Göteborgu w Szwecji.
Latem 2006 Metallica na większości koncertów minitrasy Escape from the Studio '06 zagrała cały album, aby uczcić 20-lecie jego wydania.

## Lista utworów[26]
| Nr | Tytuł utworu                   | Autorzy                                      | Długość |
| -- | ------------------------------ | -------------------------------------------- | ------- |
| 1. | „Battery”                      | James Hetfield, Lars Ulrich                  | 5:12    |
| 2. | „Master of Puppets”            | Hetfield, Ulrich, Cliff Burton, Kirk Hammett | 8:35    |
| 3. | „The Thing That Should Not Be” | Hetfield, Ulrich, Hammett                    | 6:36    |
| 4. | „Welcome Home (Sanitarium)”    | Hetfield, Ulrich, Hammett                    | 6:27    |
| 5. | „Disposable Heroes”            | Hetfield, Ulrich, Hammett                    | 8:16    |
| 6. | „Leper Messiah”                | Hetfield, Ulrich                             | 5:40    |
| 7. | „Orion” (utwór instrumentalny) | Hetfield, Ulrich, Burton                     | 8:27    |
| 8. | „Damage, Inc.”                 | Hetfield, Ulrich, Burton, Hammett            | 5:32    |
|    |                                |                                              | 54:45   |

## Single
- „Master of Puppets” – wydany jako singel promocyjny w 1986 w dwóch wersjach: na 7-calowym winylu we Francji przez wytwórnię New Electric Way Records oraz na 12 calowym winylu w USA przez wytwórnię Elektra Records[42].

## Twórcy[26]
Wykonawcy
- James Hetfield – śpiew, gitara rytmiczna; solo gitarowe w „Master of Puppets” i „Orion”
- Lars Ulrich – perkusja
- Cliff Burton – gitara basowa, chórki
- Kirk Hammett – gitara prowadząca

Produkcja
- Nagrywany w Sweet Silence Studios w Kopenhadze, Dania
  - Producenci: Metallica, Flemming Rasmussen
  - Inżynier: Flemming Rasmussen
- Miksowany w Amigo Studios w Północnym Hollywood w Los Angeles, USA
  - Inżynier miksowania: Michael Wagener
  - Asystent inżyniera miksowania: Mark Wilczak
- Masterowany w Sterling Sound przez George’a Marino
- Teksty piosenek: James Hetfield
- Aranżacje: James Hetfield, Lars Ulrich
- Pomysł okładki: Metallica, Peter Mensch
- Ilustracja okładki: Don Brautigam

## Wydania albumu
Źródło: Encycmet.com

### 12-calowa płyta winylowa
| Kraj wydania    | Wydawca                              | Rok wydania | Numer katalogowy     | Opis                                                                                                |
| --------------- | ------------------------------------ | ----------- | -------------------- | --------------------------------------------------------------------------------------------------- |
| Anglia          | Music for Nations                    | 1986        | MFN-60               | Logo Elektra na okładce i kodzie kreskowym. Etykiety na płycie czerwone i żółte                     |
| Anglia          | Music for Nations                    | 1986        | MFN-60               | Etykiety czerwone i żółte, bez wymienionego kraju                                                   |
| Anglia          | Music for Nations                    | 1986        | MFN-60               | Czerwone i żółte etykiety, brak grzbietu                                                            |
| Anglia          | Music for Nations                    | 1986        | MFN-60               | Logo Elektra na tylnej okładce, czerwone i żółte etykiety                                           |
| Argentyna       | Phonogram / Vertigo                  | 1990        | 29298                | Spis utworów w języku hiszpańskim, brak wkładki                                                     |
| Australia       | Polygram / Vertigo                   | 1989        | 838-141-1            | Brak wkładki z tekstami utworów                                                                     |
| Brazylia        | Polygram / Vertigo                   | 1989        | 838-141-1            | Zawiera wkładkę z tekstami utworów                                                                  |
| Ekwador         | Polygram / Vertigo                   | 1990        | LP-31023             | |
| Europa          | Phonogram / Vertigo                  | 1989        | 838-141-1            | Etykiety i wkładka UFO                                                                              |
| Europa          | Phonogram / vertigo                  | 1989        | 838-141-1            | Żółte etykiety, wkładka                                                                             |
| Francja         | New Electric Way / Music for Nations | 1986        | 2320                 | Czarne etykiety, czerwona wkładka                                                                   |
| Francja         | New Electric Way / Music for Nations | 1986        | 2320                 | Srebrne etykiety, czerwona wkładka                                                                  |
| Grecja          | Polygram / Vertigo                   | 1992        | 838-141-1            | Brak wkładki                                                                                        |
| Hiszpania       | Phonogram / Vertigo                  | 1989        | 838-141-1            | Na okładce adres Madrid 28027, brak wkładki                                                         |
| Hiszpania       | Phonogram / Vertigo                  | 1989        | 838-141-1            | Na okładce i wkładce adres Madrid 28002                                                             |
| Holandia        | Roadrunner                           | 1986        | RR-9717              | Etykiety Music for Nations, numer katalogowy Roadrunner                                             |
| Japonia         | CBS / Sony                           | 1986        | 28AP 3169            | Pasek OBI, wkładka z tekstami i biografią zespołu, dwa zdjęcia w kolorze                            |
| Japonia         | CBS / Sony                           | 1986        | 28AP 3169            | Pasek OBI, dwie wkładki, wkładka z tekstami utworów                                                 |
| Kanada          | Elektra                              | 1986        | 96-04391             | Zawiera wkładkę                                                                                     |
| Kolumbia        | Philips / Vertigo                    | 1990        | 838-141-1            | Okładka bez grzbietu, tył okładki czarno-biały                                                      |
| Korea           | Phonogram / Vertigo                  | 1989        | SEL-RP-1539          | Inne utwory, wkładka z tekstami utworów                                                             |
| Meksyk          | Polygram / Vertigo                   | 1990        | LPR-23066            | Utwory na tylnej okładce w językach angielskim i hiszpańskim                                        |
| Unia Europejska | Vertigo                              | 2001        | 838 141-1            | Wznowienie na winylu o ciężarze 180g, we wkładce wymieniony adres strony internetowej Metallica.com |
| USA             | Elektra                              | 1986        | 9-60439-1            | Z wkładką                                                                                           |
| USA             | Elektra                              | 1986        | E1-60439             | Wydanie „Columbia Record House”                                                                     |
| USA             | Elektra                              | 1986        | R-134552 / 9-60439-1 | Wydanie „RCA Music Services”                                                                        |
| Wenezuela       | Polygram / Vertigo                   | 1990        | 838-141-1            | |

### 12-calowa płyta winylowa, wydania promocyjne
| Kraj wydania | Wydawca             | Rok wydania | Numer katalogowy | Opis                                                                    |
| ------------ | ------------------- | ----------- | ---------------- | ----------------------------------------------------------------------- |
| Anglia       | Music for Nations   | 1986        | MFN-60           | Naklejka promocyjna z przodu wydania                                    |
| Anglia       | Music for Nations   | 1986        | MFN-60           | Egzemplarz okazowy z materiałami promocyjnymi                           |
| Argentyna    | Phonogram / Vertigo | 1990        | 29298            | Wydanie promocyjne, spis utworów w języku hiszpańskim, brak wkładki     |
| Brazylia     | Polygram / Vertigo  | 1999        | 838-141-1        | Naklejka promocyjna na tylnej okładce, wkladka z tekstami utworów       |
| Brazylia     | RGE                 | 1987        | 320-7003         | Złota naklejka promocyjna, etykiety prmocyjne                           |
| Kanada       | Elektra             | 1986        | 96-04391         | Złota naklejka promocyjna                                               |
| USA          | Elektra             | 1986        | 60439-1          | Złote etykiety promocyjne, złote etykiety na płytach, naklejka z przodu |

### 12-calowa płyta winylowa z nadrukiem
| Kraj wydania | Wydawca           | Rok wydania | Numer katalogowy | Opis                                   |
| ------------ | ----------------- | ----------- | ---------------- | -------------------------------------- |
| Anglia       | Music for Nations | 1986        | MFN 60P          | Z kodem kreskowym                      |
| Anglia       | Music for Nations | 1986        | MFN 60P          | Pierwsze tłoczenie bez kodu kreskowego |

### Podwójna 12-calowa płyta winylowa
| Kraj wydania | Wydawca           | Rok wydania | Numer katalogowy | Opis                                             |
| ------------ | ----------------- | ----------- | ---------------- | ------------------------------------------------ |
| Anglia       | Music for Nations | 1986        | MFN 60 DM        | Wydanie podwójne z rozkładaną wkładką i plakatem |

### Płyta kompaktowa
| Kraj wydania   | Wydawca             | Rok wydania | Numer katalogowy | Opis                                                |
| -------------- | ------------------- | ----------- | ---------------- | --------------------------------------------------- |
| Anglia         | Music for Nations   | 1986        | CD-MFN-60        |                                                     |
| Anglia         | Phonogram / Vertigo | 1989        | 838-141-2        |                                                     |
| Australia      | Polygram / vertigo  | 1989        | 838-141-2        |                                                     |
| Brazylia       | Polygram / Vertigo  | 1989        | 838-141-2        |                                                     |
| Czechosłowacja | Popron / Vertigo    | 1989        | 50-107-2         |                                                     |
| Francja        | Music for Nations   | 1986        | CD-MFN-60        | Z kodem kreskowym z tyłu wydania                    |
| Francja        | Phonogram / Vertigo | 1989        | 838-141-2        |                                                     |
| Hongkong       | Sony / Columbia     | 1989        | SMP-3145-2       |                                                     |
| Japonia        | CBS / Sony          | 1986        | 32DP-448         | Pasek OBI, wkładka z tekstami utworów               |
| Japonia        | CBS / Sony          | 1988        | 25DP-5234        | Pasek OBI, wkładka z tekstami utworów               |
| Kanada         | Elektra             | 1986        | E2-60439/564002T | Wydanie „Columbia Record House”                     |
| Niemcy         | Phonogram / vertigo | 1989        | 838-141-2        |                                                     |
| USA            | Elektra             | 1986        | 9-60439-2        | Pierwsze tłoczenie w prostokątnym pudełku na płytę  |
| USA            | Elektra             | 1989        | GZS-1133         | Płyta z 12-karatowego złota w opakowaniu specjalnym |
| USA            | Elektra             | 1995        | 9 60439-2        | Wydanie poddane remasteringowi cyfrowemu            |

### Błędne tłoczenie
| Kraj wydania | Wydawca           | Rok wydania | Numer katalogowy | Opis                                    |
| ------------ | ----------------- | ----------- | ---------------- | --------------------------------------- |
| Anglia       | Music for Nations | 1986        | MFN-60           | Strona A wytłoczona z obu stron nośnika |

### Tłoczenia testowe
| Kraj wydania | Wydawca            | Rok wydania | Numer katalogowy | Opis                                |
| ------------ | ------------------ | ----------- | ---------------- | ----------------------------------- |
| Anglia       | Music for Nations  | 1986        | MFN 60           | Białe etykiety                      |
| Brazylia     | RGE                | 1987        | TP02/207003      | Białe etykiety, okładka RGE         |
| Brazylia     | Polygram / Vertigo | 1989        | 838-141-1        | Białe etykiety                      |
| USA          | Speciality         | 1986        | STE-60439-A      | Białe etykiety, okładka bez nadruku |

## Listy sprzedaży
| Rok  | Lista           | Pozycja |
| ---- | --------------- | ------- |
| 1986 | Billboard       | #29     |
| 1986 | UK Albums Chart | #41     |